# Gyps fulvus
Il grifone eurasiatico (Gyps fulvus Linnaeus, 1758) è un uccello rapace che appartiene alla famiglia degli Accipitridi.

## Descrizione

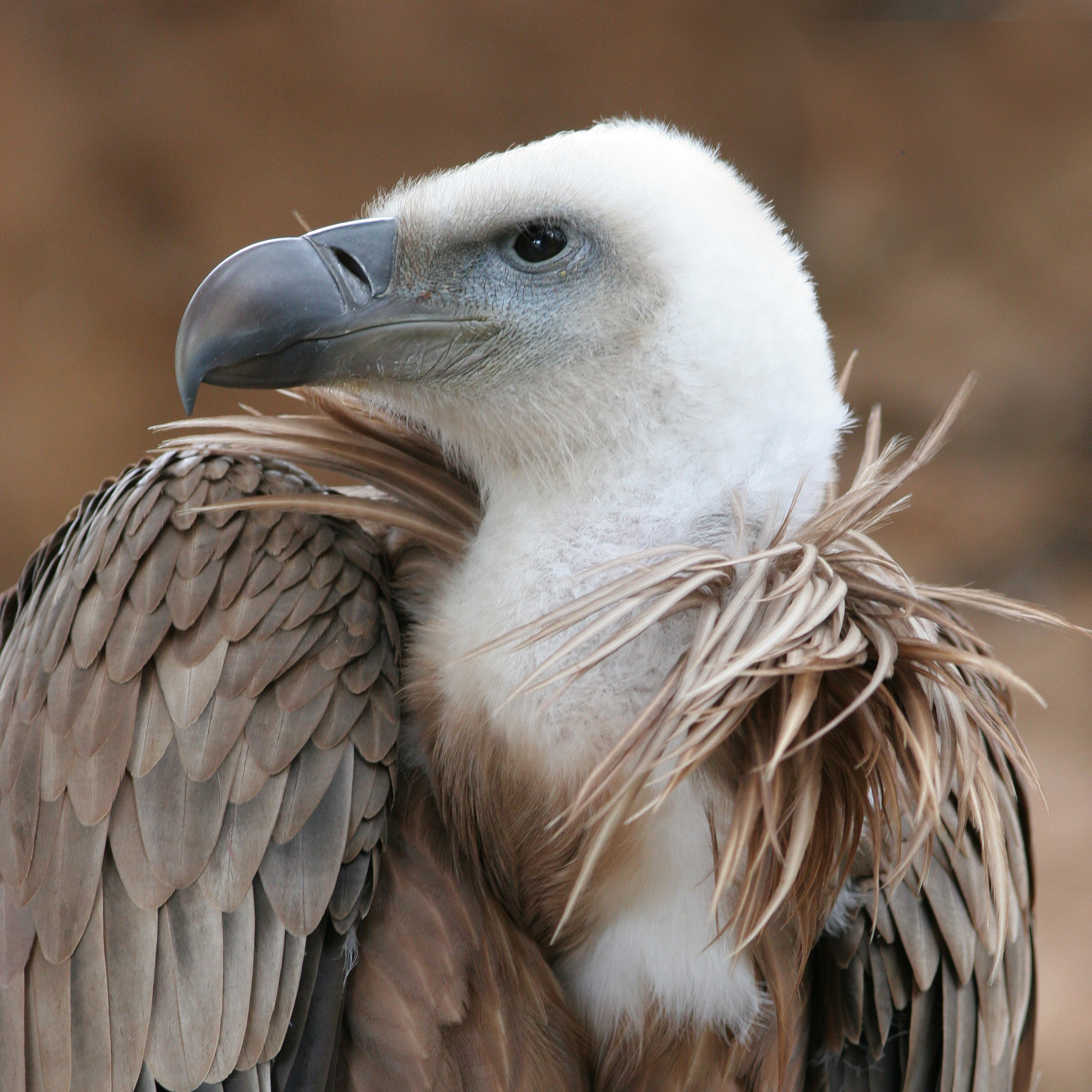
Testa di Gyps fulvus

Il suo aspetto è quello tipico dell'avvoltoio: testa e collo non hanno un piumaggio sviluppato ma solo un corto piumino, per facilitare l'ingresso della testa nelle aperture delle carcasse; attorno alla base del collo c'è un collarino di piume che impedisce che il retrostante piumaggio si sporchi di cibo; le ali sono ampie, con remiganti primarie profondamente incise, tipiche del buon veleggiatore. Alla base del suo becco sono presenti narici molto marcate. Durante il volo il collo è tenuto ritratto, piegato a S e quasi sembra scomparire nel collarino. Può rimanere in volo per centinaia di chilometri senza sbattere le ali, può volare sino ai 6000 metri di quota solo sfruttando le correnti ascensionali. La coda corta e quadrata lo rende immediatamente riconoscibile in volo da altri avvoltoi con simili contrasti cromatici, come l'avvoltoio barbuto. Il piumaggio definitivo viene raggiunto dopo una fase giovanile in cui l'uccello è più scuro.
Dati metrici: apertura alare 2,4 - 2,8 m, lunghezza dalla punta del becco alle timoniere 95 – 105 cm, peso 7 – 12 kg.

## Biologia
L'aspettativa di vita è sui 30-40 anni e diventa sessualmente maturo verso 5-7 anni; la deposizione delle uova avviene tra la metà di gennaio e l'inizio di febbraio. La cova dura 52 - 58 giorni e il tempo di permanenza nel nido circa 110 - 120 giorni. La covata è di un uovo solo. Si nutre prevalentemente di carogne (saprofagia). I grifoni possono formare colonie separate e sono piuttosto fedeli al loro luogo stanziale. Si sposta solitamente in stormi di parecchi individui.

## Distribuzione e habitat

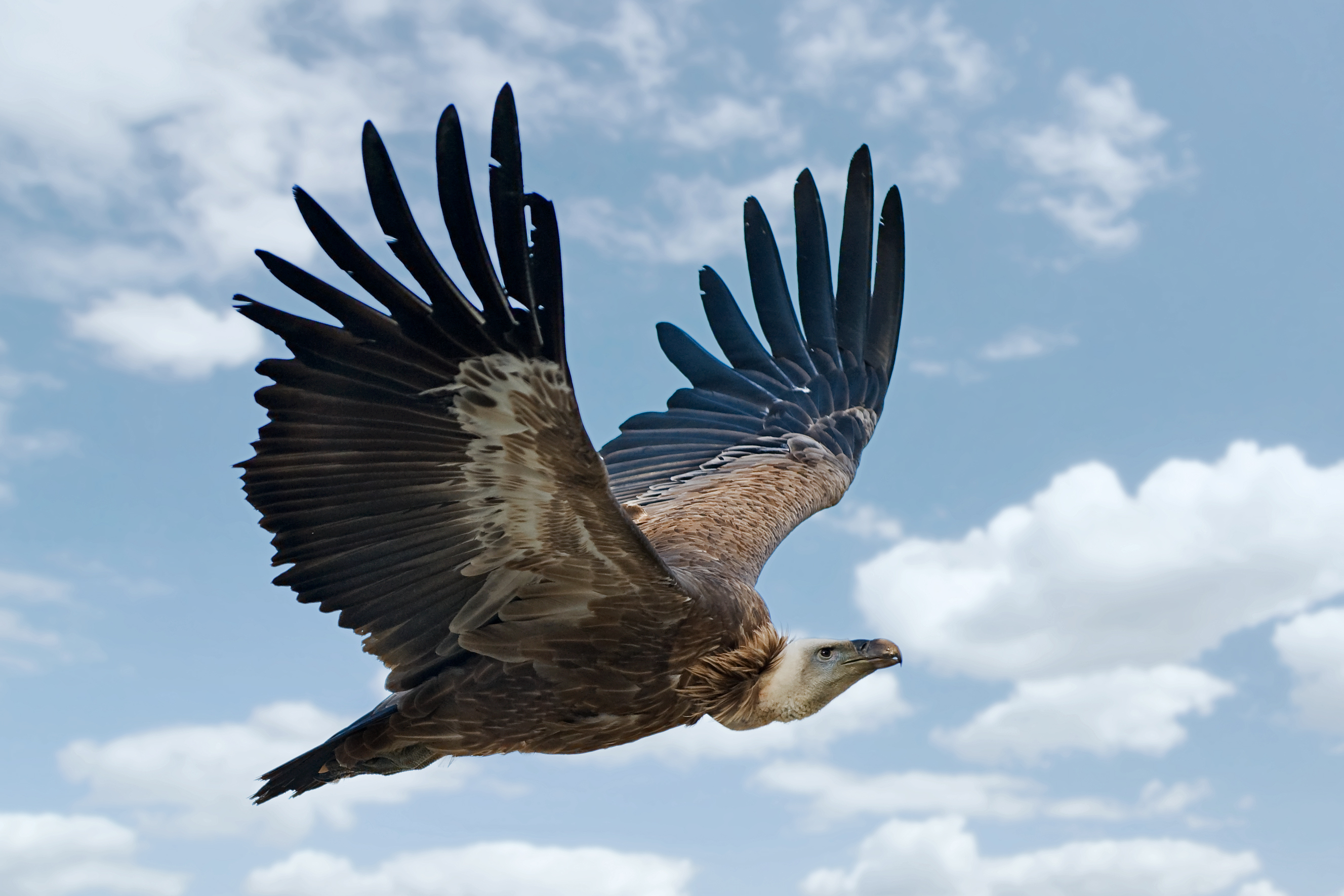
Grifone in volo (in cattività).

Il grifone eurasiatico si trova in Marocco, Algeria, Spagna (8.100 coppie), Sardegna (alture di Bosa e Montiferru), lungo la costa adriatica orientale (soprattutto sulle isole croate di Cherso e Arbe) fin anche nelle regioni dell'entroterra nell'Europa meridionale. È diffuso in Grecia (circa 450 coppie), Turchia, sulle coste orientali del Mar Mediterraneo fino all'Iraq e all'Iran. Oltre 300 coppie popolano il parco nazionale di Uvac in Serbia. Alcuni esemplari migrano sporadicamente dalla Slovenia fino all'Austria, dove allo zoo di Salisburgo è presente una colonia di esemplari semi-selvatica, che girovaga anche negli Alti Tauri, dove ha già nidificato liberamente.
 
In Francia è stato coronato dal successo un tentativo di ripopolamento artificiale nel Massiccio centrale, dove vivono attualmente circa 220 coppie e nell'alta valle del Verdon, dove è frequente l'incontro anche ravvicinato con tali magnifici rapaci. In Svizzera, in particolare nel Massiccio del Giura, si contano fino a 54 esemplari. La popolazione al momento sembra crescere in maniera esponenziale.

In totale, vi è una stima di 17-18 000 individui.
In Italia la specie si era estinta ovunque tranne che in Sardegna, ma è stata reintrodotta con successo in Sicilia, in Calabria, in Basilicata, Friuli-Venezia-Giulia, in Abruzzo, in Piemonte e in alcune zone dell'arco alpino nell'estremo ponente Ligure. In particolare, in Sicilia è stato reintrodotto all'interno del Parco dei Nebrodi, specialmente nei comuni di Alcara Li Fusi e Militello Rosmarino; in Calabria, sul massiccio del Pollino, sono stati introdotti degli esemplari a più riprese, di cui alcune coppie sono diventate stanziali e nidificanti; in Friuli-Venezia-Giulia un progetto di reintroduzione del grifone nella Riserva naturale del Lago di Cornino, degli inizi degli '80, ha portato allo sviluppo di una colonia di circa 150 individui monitorati, con 44 nuovi grifoni involati nel 2020, unica colonia dell'arco alpino in crescita ed espansione di areale; in Abruzzo, sul Monte Velino, sono stati reinseriti circa 80 esemplari e, grazie alla riproduzione, la popolazione è in aumento (con un numero di esemplari stanziali che, nel 2010, era di circa 35 individui tra adulti e giovani, inanellati e non); a partire dall'agosto 2006, sono stati avvistati degli esemplari anche sul versante occidentale aquilano del Gran Sasso; sono presenti numerosi esemplari nella zona di Petrella Liri, frazione del comune di Cappadocia, sempre in provincia di L'Aquila; in tempi più recenti si sono registrati avvistamenti sulle Dolomiti, in Veneto, sul massiccio della Marmolada. Altri avvistamenti si sono avuti ad Usseglio nelle alte Valli di Lanzo.
Nel Parco nazionale del Pollino sono stati reintrodotti nel 2002. Recentemente il Grifone è tornato in Calabria, nel Parco Nazionale del Pollino, dove, sui monti dell'Orsomarso, è stanziale una colonia di circa 20 esemplari. 
Attualmente viene osservato regolarmente anche sulle Alpi occidentali, per esempio nel Parco Nazionale del Gran Paradiso.
Nel 2024 la presenza del grifone è stata segnalata anche in Garfagnana.

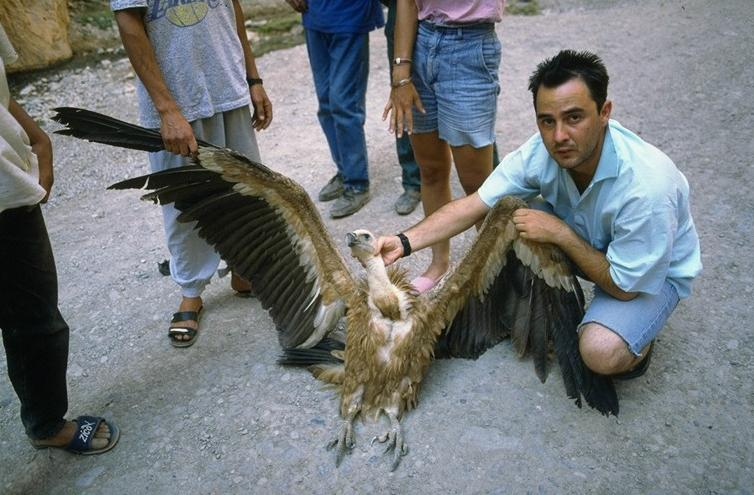
Un grifone morente a causa di bocconi avvelenati messi dai pastori. Monti dell'Atlante, Marocco

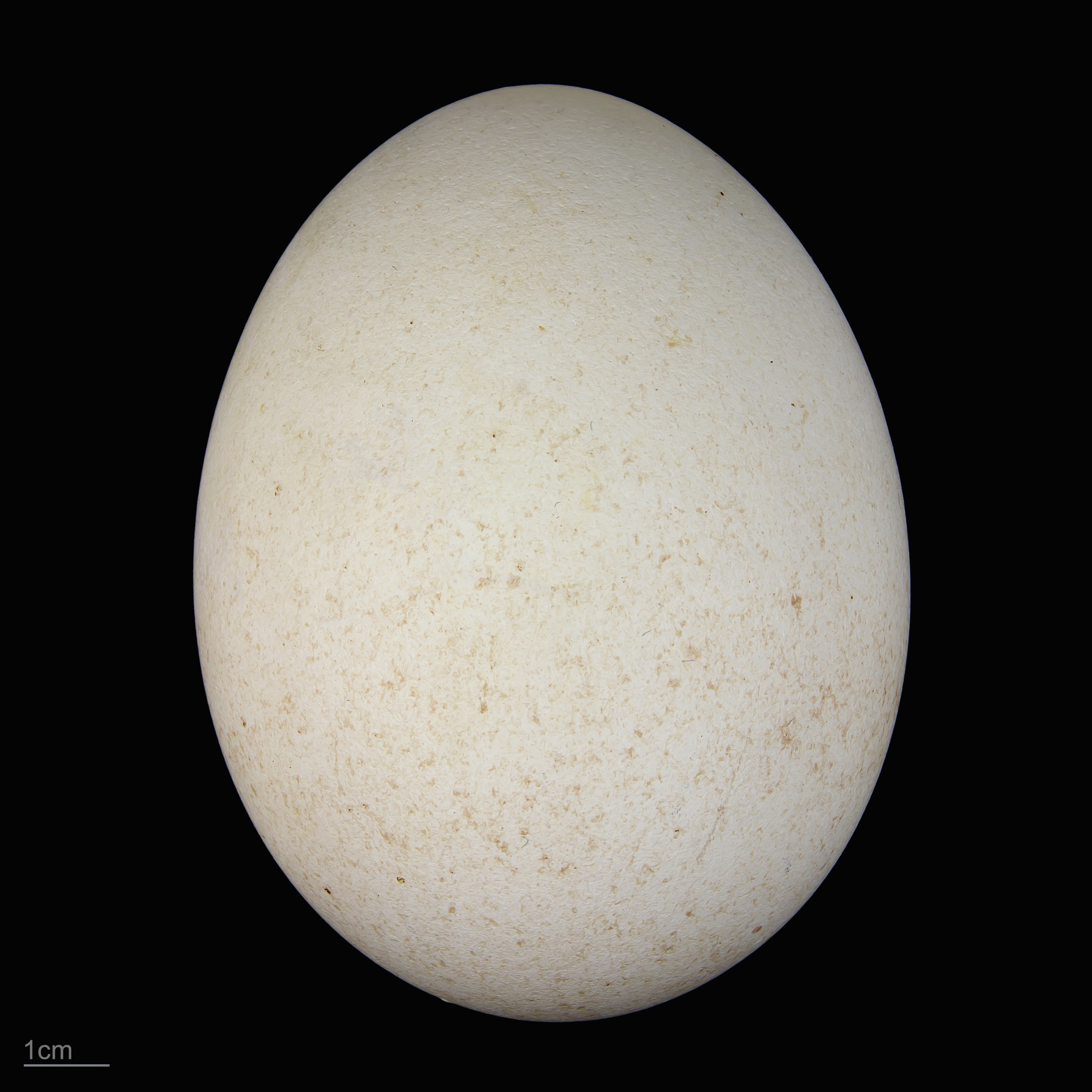
Uovo di Gyps fulvus

## Tassonomia
Sono note due sottospecie:
- Gyps fulvus fulvus (Hablizl, 1783) - presente in Europa meridionale, Nord Africa e Medio Oriente
- Gyps fulvus fulvescens Hume, 1869 - diffusa dall'Afghanistan all'India

## Conservazione
Questo grifone sopravvive ancora in Sardegna con poco più di 300 esemplari. Questi grossi uccelli lunghi 60–100 cm sono stati particolarmente colpiti dalla lotta di sterminio diretta praticata dall'uomo, dai bocconi avvelenati sparsi per la lotta a tutti i predatori o a singole loro specie (per esempio volpi); questa fu la fine degli ultimi grifoni siciliani, documentata da Paul Géroudet. Altre cause di rarefazione sono la mancanza di carogne di grossi animali, un tempo disponibili in misura ben più ampia, nonché dagli incendi.